# Carson Palmer
Carson Hilton Palmer (* 27. Dezember 1979 in Fresno, Kalifornien) ist ein ehemaliger US-amerikanischer American-Football-Spieler auf der Position des Quarterbacks. Er spielte in der National Football League (NFL) für die Arizona Cardinals, die Oakland Raiders und die Cincinnati Bengals. Palmer besuchte die University of Southern California (USC), wo er 2002 die Heisman Trophy gewann.

## Collegekarriere
Nach seinem Abschluss an der Santa Margarita Catholic High School schrieb sich Palmer 1998 an der University of Southern California ein. In seiner ersten Saison war er zunächst zweiter Quarterback im Footballteam des Colleges hinter Mike Van Raaphorst, der jedoch nach neun Spielen der USC Trojans wegen seiner Ineffektivität durch Carson Palmer ersetzt wurde. Der Trojans beendeten ihre Regular Season mit einer Bilanz von 8-5 und verloren anschließend den Sun Bowl mit 19:28 gegen die TCU Bullfrogs.
Zum Beginn der Saison 1999 wurde Palmer zum Starting Quarterback der Trojans ernannt, brach sich jedoch am dritten Spieltag gegen die Oregon Ducks sein Schlüsselbein und fiel für den Rest der Saison verletzungsbedingt aus. Den Rest der Saison wurde er als Medical Redshirt gewertet. Aus diesem Grund wurde er im Jahr 2000 erneut als Sophomore geführt und führte die Trojans als erster Quarterback durch die Saison. Palmer selbst brachte 228 von 415 Pässen für 2.914 Yards an, kam bei 16 Touchdowns jedoch auch auf 18 Interceptions. Auch für das Team verlief die Saison mit einer Bilanz von 5-7 nicht optimal.
In der Saison 2001 kamen die Trojans unter dem neuen Head Coach Pete Carroll in der Regular Season auf sechs Siege bei fünf Niederlagen, anschließend wurde der Las Vegas Bowl mit 6:10 gegen die Utah Utes verloren. Palmer warf 13 Touchdowns bei zwölf Interceptions sowie 221 erfolgreiche Pässe für 2.717 Yards.
Seinen Durchbruch hatte Palmer in seinem letzten Collegejahr unter dem neuen Offensivkoordinator Norm Chow. Er warf 309 Pässe für 3.942 Yards und 33 Touchdowns bei nur zehn Interceptions und führte die Trojans zu einem 38:17-Sieg über die University of Iowa im Orange Bowl. In einem Spiel gegen Notre Dame warf er 425 Yards, die meisten, die jemals von einem Quarterback gegen Notre Dame erzielt wurden. Wegen dieser außergewöhnlichen Leistungen bekam Carson Palmer die Heisman Trophy verliehen, eine Auszeichnung für den besten Spieler im College Football.

## Profikarriere

### Cincinnati Bengals (2003–2010)
Carson Palmer wurde im NFL Draft 2003 an erster Stelle von den Cincinnati Bengals ausgewählt. In seiner ersten Saison spielte er kein einziges Spiel, da Jon Kitna, der 2001 als Free Agent zu den Bengals gekommen war, jedes Spiel begann. Obwohl die Mannschaft die Saison mit einer Bilanz von acht Siegen und acht Niederlagen, also mit ihrer ersten nicht negativen Bilanz seit 1996, beendete, wurde für die nächste Saison Palmer und nicht Kitna zum Starter erklärt.
In der ersten Saison als startender Quarterback warf Palmer für 2.897 Yards sowie jeweils 18 Touchdowns und Interceptions. Dabei spielte er die ersten 13 Spiele der Saison als Starter, verletzte sich im Spiel gegen die New England Patriots jedoch am Knie und musste für den Rest der Saison durch Kitna ersetzt werden. Erneut beendeten die Bengals die Saison mit einer Bilanz von 8-8.
Zu Beginn der Saison 2005 wurde sein bisheriger Vertrag um sechs weitere Jahre für bis zu 97 Millionen US-Dollar verlängert. Mit den Bengals erreichte Palmer eine Bilanz von 11-5 und damit den ersten Titel in der AFC North seit 1990. Er wurde der erste Bengal mit einem Quarterback Rating von über 100, war mit 3.836 Yards viertbester Passwerfer in der NFL und führte die Liga mit 32 Touchdown-Pässen an. Am 21. Dezember 2005 wurde Carson Palmer in den Pro Bowl gewählt. An diesem Spiel konnte er nicht teilnehmen, da er im Wildcard-Play-offs-Spiel gegen die Pittsburgh Steelers vom Defensive Tackle Kimo Oelhoffen am Knie verletzt wurde. Ohne Palmer schieden die Bengals mit einem 17:31 aus den Playoffs aus, Pittsburgh hingegen konnte später den Super Bowl XL gewinnen. Bei Palmer wurde eine komplizierte Knieverletzung festgestellt, die sowohl das Kreuzband als auch Knorpel betraf und welche als bedrohlich für die Fortsetzung seiner Karriere eingestuft wurde. Er wurde von Dr. Lonnie Paulos in Houston operiert und konnte in der nächsten Saison wieder spielen.

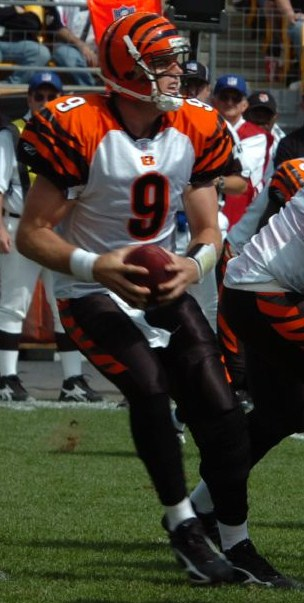
Palmer bei einem Spiel der Cincinnati Bengals (2006)

Obwohl die Bengals in der darauffolgenden Spielzeit nicht an ihre Erfolge anknüpfen konnten und mit acht Siegen und acht Niederlagen die Play-offs verpassten, wurde Carson Palmer zum MVP des Pro Bowls gewählt. Ausschlaggebend für die Nominierung waren 28 Touchdowns bei 13 Interceptions sowie 324 erfolgreiche Pässe für 4.035 Yards. Dies war das erste Mal in der Geschichte der Bengals, dass ein Quarterback in einer Saison für über 4.000 Yards passen konnte.
In der Saison 2007 knackte er mit 373 Pässen für 4.131 Yards erneut die 4.000-Yard-Marke, bei 26 erworfenen Touchdowns leistete er sich jedoch auch einen Saisonhöchstwert von 20 Interceptions. Mit sieben Siegen und neun Niederlagen verpassten die Bengals abermals die Play-offs. Die Spielzeit 2008 war von einer Bänderverletzung im Ellenbogengelenk geprägt, weswegen er nur vier Spiele absolvieren konnte und der Rest der Saison verletzt ausfiel. Während Palmer sich einer Tommy John Surgery unterzog, sprang Ryan Fitzpatrick als Ersatz-Quarterback ein, die Bengals schlossen die Saison mit einer Bilanz von 4-11-1 weit entfernt von den Play-offs ab.
2009 kehrte Palmer zurück und konnte alle Saisonspiele für die Bengals absolvieren. Hierbei warf er 21 Touchdowns bei 13 Interceptions sowie 282 erfolgreiche Pässe für 3.094 Yards. Mit zehn Siegen und sechs Niederlagen in der Regular Season konnte die AFC North gewonnen werden. In der ersten Runde der Play-offs waren die New York Jets der Gegner, die Bengals verloren im eigenen Stadion mit 14:24 und schieden somit aus.
Die Saison 2010 verlief für die Bengals mit einer Bilanz von 4-12 wesentlich schlechter. Palmer startete in allen Spielen und erreichte mit 362 erfolgreichen Pässen 3.970 Yards, 26 Touchdowns standen 20 Interceptions gegenüber. Nach Ablauf der Saison verlangte Palmer einen Trade zu einem anderen NFL-Team, diesem Wunsch wurde seitens der Bengals mit Verweis auf einen gültigen Vertrag nicht entsprochen. Als Reaktion auf die Absage der Bengals verkündete Palmer sein vorläufiges Karriereende und erschien im Juli 2011 nicht zum Training Camp. Von den Bengals wurde er daraufhin als inaktiv gemeldet, ein Wechsel wurde aber weiterhin abgelehnt. Somit verblieb Palmer in der Saison 2011 zunächst bei den Bengals ohne zum Einsatz zu kommen.

### Oakland Raiders (2011–2012)
Nachdem die Bengals unter ihrem neuen Quarterback Andy Dalton gut in die neue Saison starteten und die Oakland Raiders Interesse an Palmer zeigten, stimmten die Bengals einem Trade am 18. Oktober 2011 zu. Als Gegenleistung erhielt Cincinnati einen Erstrunden-Pick für den NFL Draft 2012 sowie einen Zweitrunden-Pick für das darauffolgende Jahr. Gleichzeitig wurde sein Vertrag von den Raiders neu verhandelt, das neue Arbeitspapier konnte ihm über vier Jahre bis zu 43 Millionen US-Dollar einbringen.
Da Palmer in der laufenden Saison zu den Raiders wechselte, kam er 2011 auf zehn Spiele, von denen er neun von Anfang an spielte. Mit 199 angebrachten Pässen wurden 2.753 Yards erzielt, allerdings leistete er sich bei 16 Touchdowns auch 18 Interceptions. Die Raiders wiesen am Ender der Regular Season eine ausgeglichene Bilanz von je acht Siegen und Niederlagen auf, konnten die Play-offs jedoch nicht erreichen. Mit Palmer als Starting Quarterback erzielten die Raiders vier Siege und fünf Niederlagen.

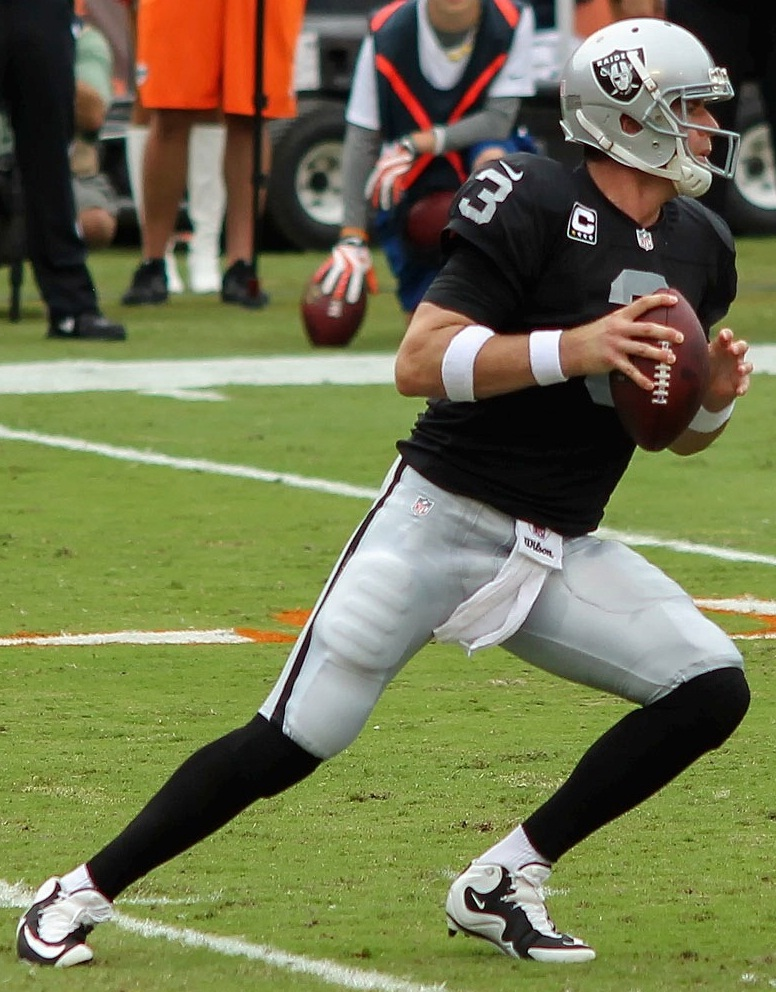
Carson Palmer im Trikot der Oakland Raiders (2012)

Die folgende Saison verlief für die Raiders wesentlich schlechter. Wurden die Play-offs in der vorherigen Saison denkbar knapp verpasst, waren die Raiders 2012 mit einer Bilanz von 4-12 weit vom Einzug in die Play-offs entfernt. Palmer kam in 15 Spielen auf 22 Touchdowns sowie 14 Interceptions und 4.018 erworfene Yards.

### Arizona Cardinals (2013–2017)
Am 2. April 2013 wurde bekannt gegeben, dass Palmer die Raiders Richtung der Arizona Cardinals verlassen wird. Die Raiders gaben hierbei Palmer und ein Siebtrunden-Pick für den NFL Draft 2013 ab, im Gegenzug erhielten sie ein Sechstrunden-Pick für 2013 sowie einen konditionellen Pick für den NFL Draft 2014 von den Cardinals. Dort erhielt er einen Zweijahresvertrag über maximal 16 Millionen US-Dollar.
In seiner ersten Saison bei den Cardinals spielte Palmer in allen Partien, brachte 362 Pässe für 4.274 Yards an den Mann und kam bei 24 Touchdowns auf 22 Interceptions. Trotz einer positiven Bilanz von zehn Siegen und sechs Niederlagen wurden die Cardinals in der NFC West nur Dritter und verpassten die Play-offs.

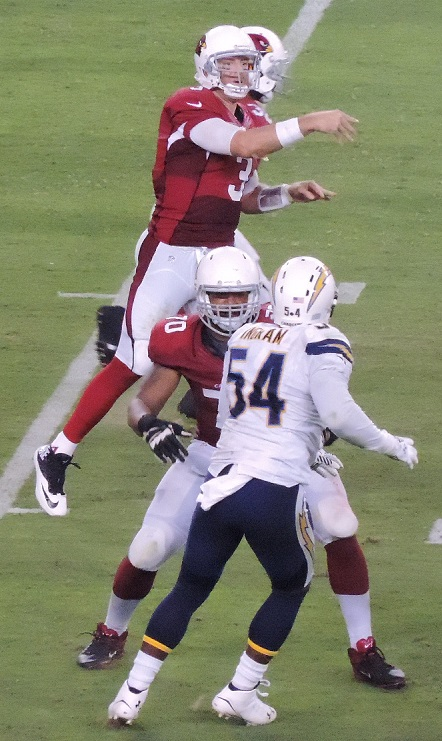
Palmer nach einem Pass für die Arizona Cardinals (2014)

2014 verletzte sich Palmer bereits im ersten Spiel gegen die San Diego Chargers an der Schulter, nachdem er mit Eric Weddle kollidiert war. Eine Zwangspause von drei Spielen war die Folge. In der Partie gegen die St. Louis Rams, dem fünften Spiel nach seiner Rückkehr, erlitt Palmer einen Kreuzbandriss und fiel für den Rest der Saison aus. Die sechs Spiele, in denen er zum Einsatz kam, konnten die Cardinals allesamt gewinnen, bei elf Touchdowns verbuchte er lediglich drei Interceptions. Während seiner Verletzungspause kamen Drew Stanton und Ryan Lindley als Quarterbacks zum Einsatz, die Cardinals beendeten die Regular Season mit einer Bilanz von 11-5, was für die Play-offs reichte. In der Wildcard Round traf das Team auswärts auf die Carolina Panthers, das Spiel ging mit 16:27 verloren.
Rechtzeitig zur Saison 2015 war Palmer wieder genesen und konnte in allen Saisonspielen eingesetzt werden. Sein Quarterback Rating von 76,4 war dabei der NFL-weite Saisonbestwert. Insgesamt brachte er 342 Pässe für eine Karrierebestleistung von 4.671 Yards an. Auch die 35 Touchdowns stellten den höchsten Wert seiner Karriere dar, dem stehen elf Interceptions gegenüber. Für diese Leistungen erhielt er zum dritten Mal eine Nominierung für den Pro Bowl. Aufgrund einer Verletzung am Finger sagte er seine Teilnahme jedoch ab und wurde durch Teddy Bridgewater ersetzt. Mit einer Bilanz von 13 Siegen und drei Niederlagen entschieden die Cardinals die NFC West für sich und erhielten für die Wildcard Round der Play-offs ein Freilos. Im ersten Play-off-Spiel gegen die Green Bay Packers erzielte Palmer drei Touchdowns und zwei Interceptions. Die Cardinals gewannen das Spiel mit 26:20 in der Overtime, wobei Palmer den entscheidenden Touchdown-Pass auf Larry Fitzgerald anbringen konnte. Im anschließenden NFC Championship Game musste man auswärts bei den Carolina Panthers antreten, das Spiel wurde mit 15:49 deutlich verloren. Palmer erwischte hierbei einen schlechten Tag, einem Touchdown standen vier Interceptions sowie zwei Fumbles gegenüber. Dennoch wurde er von der NFL auf Platz 12 der 100 besten Spieler der Saison 2015 gelistet.
Vor der Saison 2016 wurde sein Vertrag vorzeitig um ein weiteres Jahr bis zum Ende der Saison 2018 verlängert, was ihm bis zu 24,35 Millionen US-Dollar einbringen konnte. In 15 Spielen erzielte er mit 364 erfolgreichen Pässen 4.233 Yards und warf 26 Touchdowns sowie 14 Interceptions. Die Cardinals konnten allerdings nicht an die Leistungen der Vorsaison anknüpfen und verpassten die Play-offs mit einer Bilanz von sieben Siegen, acht Niederlagen und einem Unentschieden.
Auch 2017 konnten die Cardinals nicht in die Play-offs einziehen, diesmal lag am Ende der Regular Seasons eine ausgeglichene Bilanz von 8-8 vor. Palmer kam nur in den ersten sieben Saisonspielen zum Einsatz, da er sich in der Partie gegen die Los Angeles Rams den Arm brach und für den Rest der Saison ausfiel.
Im Januar 2018 verkündete Palmer sein Karriereende.

### Karrierestatistik
| Jahr   | Team   | Comp-Att    | Comp% | Yards  | TD  | INT | QB Rtg |
| ------ | ------ | ----------- | ----- | ------ | --- | --- | ------ |
| 2003   | CIN    | 0-0         | -     | -      | -   | -   | 0,0    |
| 2004   | CIN    | 263-432     | 60,9  | 2897   | 18  | 18  | 77,3   |
| 2005   | CIN    | 345-509     | 67,8  | 3836   | 32  | 12  | 101,1  |
| 2006   | CIN    | 324-520     | 62,3  | 4035   | 28  | 13  | 93,9   |
| 2007   | CIN    | 373-575     | 64,9  | 4131   | 26  | 20  | 86,7   |
| 2008   | CIN    | 75-129      | 58,1  | 731    | 3   | 4   | 69,0   |
| 2009   | CIN    | 282-466     | 60,5  | 3094   | 21  | 13  | 83,6   |
| 2010   | CIN    | 362-586     | 61,8  | 3970   | 26  | 20  | 82,4   |
| 2011   | OAK    | 199-328     | 60,7  | 2753   | 13  | 16  | 80,5   |
| 2012   | OAK    | 345-565     | 61,1  | 4018   | 22  | 14  | 85,3   |
| 2013   | ARI    | 362-572     | 63,3  | 4274   | 24  | 22  | 83,9   |
| 2014   | ARI    | 141-224     | 62,9  | 1626   | 11  | 3   | 95,6   |
| 2015   | ARI    | 342-537     | 63,7  | 4671   | 35  | 11  | 104,6  |
| 2016   | ARI    | 364-597     | 61,0  | 4233   | 26  | 14  | 87,2   |
| 2017   | ARI    | 164-267     | 61,4  | 1.978  | 9   | 7   | 84,4   |
| Gesamt | Gesamt | 3.941-6.307 | 62,5  | 46.247 | 294 | 187 | 87,9   |